# Przełom tarczycowy hipometaboliczny
Przełom tarczycowy hipometaboliczny (łac. coma myxoedematicum, coma hypothyreoticum, coma hypometabolicum thyreogenes) – zagrażający życiu stan polegający na krytycznym zmniejszeniu funkcji życiowych i czynności układu nerwowego na skutek spadku poziomu hormonów tarczycy. Przejście z niedoczynności tarczycy do przełomu najczęściej odbywa się w kilka dni po zakażeniu, zażyciu narkotyków (w tym alkoholu) lub urazie.

## Objawy
- Ciężkie zamroczenie lub śpiączka
- „Trupi” wygląd skóry (sucha skóra barwy bladosinej), czasem z podbiegnięciami krwawymi
- Temperatura ciała ok. 33°C
- Często obecność płynu puchlinowego w jamie opłucnej i otrzewnej (może on zawierać nawet do 4% białka)
- Hiponatremia i hipoglikemia

## Leczenie
- Podawanie kortyzonu (100 mg 2–3 razy na dobę)
- Leczenie substytucyjne trójjodotyroniną w dawce dobowej od 50 do 100 µg i 1 mg tyroksyny dziennie.

## Rokowanie
Rokowanie co do przeżycia jest bardzo niepewne.